# Luimelia
#Luimelia es una serie española producida por Diagonal TV para Atresplayer Premium que se estrenó el 14 de febrero de 2020. Se trata de una serie derivada de Amar es para siempre y está protagonizada por Paula Usero y Carol Rovira, ambas recuperando sus personajes de la serie madre.
El 11 de marzo de 2020, Atresplayer Premium renovó la serie por una segunda y tercera temporadas. La segunda temporada se estrenó el 16 de agosto de 2020, y finalizó el 20 de septiembre de 2020. La tercera temporada está programada para estrenarse a principios de 2021. El 18 de diciembre de 2020, la serie fue renovada por una cuarta temporada de 8 capítulos de 30 minutos cada uno.

## Historia
Tras el éxito de los personajes de Luisita y Amelia en Amar es para siempre se anunció que ambas tendrían serie propia en Atresplayer Premium. En noviembre de 2019 se anunció que Paula Usero y Carol Rovira serían las encargadas de interpretar a los personajes, al igual que en la serie madre. También se anunció que Lucía Martín Abello, Jonás Berami y Lena Fernández, participarían en la serie recuperando sus personajes de Amar.
Tras el estreno, se anunció que la serie había renovado por una segunda segunda y tercera temporada. Fue renovada por una cuarta temporada, con capítulos de 30 minutos en vez de 10, en diciembre de 2020. Desde el 10 de marzo de 2023 disponible también en HBO Max Brasil y Latinoamérica

## Reparto

### 1.ª temporada

#### Reparto principal
- Paula Usero como Luisa "Luisita" Gómez Sanabria
- Carol Rovira como Amelia Ledesma González

#### Reparto secundario
- Lucía Martín como María Gómez Sanabria (Episodio 1 - Episodio 2)
- Jonás Berami como Ignacio "Nacho" Solano Dorado (Episodio 1 - Episodio 2)
- Lena Fernández como Maruxa Linares (Episodio 1)
- Álvaro Haro como (Episodio 1)
- Eneko Botana como (Episodio 1)
- Camino Sánchez como (Episodio 1)
- Anto García como Camarero (Episodio 2)
- Jordi Planas como Director (Episodio 4)
- Jorge Silvestre como Jonathan (Episodio 4)

### 2.ª temporada

#### Reparto principal
- Paula Usero como Luisa "Luisita" Gómez Sanabria
- Carol Rovira como Amelia Ledesma González

#### Reparto secundario
- Lucía Martín como María Gómez Sanabria (Episodio 7 - Episodio 8; Episodio 10 - Episodio 11)
- Jonás Berami como Ignacio "Nacho" Solano Dorado (Episodio 7 - Episodio 8; Episodio 11)
- Álvaro de Juana como Manuel Gómez Sanabria (Episodio 7)
- Carlos Álvarez como Camarero (Episodio 7)
- Jorge Silvestre como Jonathan (Episodio 8)
- Luz Valdenebro como Lucía (Episodio 9)
- Lucía Jiménez como Aurelia (Episodio 9)
- Israel Meléndez como Él mismo (Episodio 9)
- Rául Chirinos como Él mismo (Episodio 9)
- Aitor Santos como Él mismo (Episodio 9)
- Ángel Turlán como Él mismo (Episodio 9)
- Eduardo Casanova como Él mismo (Episodio 9)
- Cristian Bautista como Él mismo (Episodio 9)
- Silma López como Carla (Episodio 10)
- Alicia Rubio como Ingrid (Episodio 10)
- Lena Fernández como Maruxa Linares (Episodio 10)

##### Con la colaboración especial de
- Adriana Torrebejano como Asunción (Episodio 9)
- David Janer como Guillermo (Episodio 9)
- Itziar Miranda como Manolita (Episodio 12)
- Manuel Baqueiro como Marcelino (Episodio 12)
- Álvaro de Juana como Manolín (Episodio 12)

### 3ª temporada

#### Reparto principal
- Paula Usero como Luisa "Luisita" Gómez Sanabria
- Carol Rovira como Amelia Ledesma González

#### Reparto secundario
- Edu Navas como Santi (Episodio 13)
- Carmen Losa como Gabriela (Episodio 13; Episodio 17)
- Resu Morales como Dolores (Episodio 13; Episodio 17)
- Lucía Pemán como Luisita Joven (Episodio 14)
- Aroa Palacios como Lorena (Episodio 14)
- Jonás Berami como Ignacio "Nacho" Solano Dorado (Episodio 14 - Episodio 15; Episodio 17)
- Laura Sánchez como Pepa (Episodio 15)
- Borja G. Santaolalla como Él mismo (Episodio 15)
- Diana Rojo como Ella misma (Episodio 15)
- Alba Gutiérrez como Marina Crespo Solano (Episodio 15; Episodio 17)
- Lena Fernández como Maruxa Linares (Episodio 16)
- Lucía Martín como María Gómez Sanabria (Episodio 17)

##### Con la colaboración especial de
- César Mateo como Sebastián Montalbo Fernández (Episodio 15)

### 4.ª temporada

#### Reparto principal
- Paula Usero como Luisa "Luisita" Gómez Sanabria
- Carol Rovira como Amelia Ledesma González
- Jonas Berami como Ignacio "Nacho" Solano Dorado
- Lucía Martín Abello como María Gómez Sanabria
- Alba Gutiérrez como Marina Crespo Solano
- Ariana Martínez como Ana Vaquero
- Roi Méndez como Sergi

#### Reparto secundario
- Resu Morales como Dolores (Episodio 19; Episodio 23; Episodio 26)
- Francisco Javier Pastor como Pedrito (Episodio 19)
- Carmen Losa como Gabriela (Episodio 19; Episodio 23; Episodio 26)
- Josele Roman como Puri (Episodio 19; Episodio 23)
- Alba de la Fuente como Amelia Ledesma joven (Episodio 20)
- Francesco Carril como Fran Ledesma (Episodio 20; Episodio 24 - Episodio 26)
- Cristina Gallego como Entrevistadora (Episodio 21)
- Álvaro Manso como Entrevistador (Episodio 21)
- Samuel Viyuela como Román (Episodio 21)
- Carolina Iglesias como Carolina (Episodio 21)
- Lena Fernández como Maruxa Linares (Episodio 23; Episodio 26)
- Álvaro de Juana como Manolín (Episodio 26)
- Sofía Elliot como Invitada Boda (Episodio 26)
- Conrado Martínez Arias como Invitada Boda (Episodio 26)

##### Con la colaboración especial de
- Javier Botet como José Antonio (Episodio 19; Episodio 21 - Episodio 22; Episodio 24 - Episodio 26)
- Joaquín Climent como Tomás Ledesma (Episodio 20; Episodio 24)
- Ana Labordeta como Devoción «Devi» González (Episodio 20; Episodio 25 - Episodio 26)
- Mariano Venancio como Eulogio (Episodio 20; Episodio 25 - Episodio 26)
- Ondina Maldonado como Alba (Episodio 22)
- Claudia Traisac como Laia Cervera (Episodio 22; Episodio 24)
- Carolina Rubio como Mari Carmen Aguado (Episodio 23; Episodio 26)
- Enrique Villén como Editor (Episodio 24)
- Itziar Miranda como Manolita (Episodio 26)
- Manuel Baqueiro como Marcelino (Episodio 26)

### Tabla del reparto
| Actor / Actriz      | Personaje                      | Temporada | Temporada  | Temporada  | Temporada |
| Actor / Actriz      | Personaje                      | 1         | 2          | 3          | 4         |
| ------------------- | ------------------------------ | --------- | ---------- | ---------- | --------- |
| Paula Usero         | Luisa "Luisita" Gómez Sanabria | Principal | Principal  | Principal  | Principal |
| Carol Rovira        | Amelia Ledesma González        | Principal | Invitada   |            | Principal |
| Lucía Martín Abello | María Gómez Sanabria           |           | Recurrente | Principal  | Invitada  |
| Jonás Berami        | Ignacio "Nacho" Solano Dorado  |           | Invitado   | Recurrente |           |
| Alba Gutiérrez      | Marina Crespo Solano           |           |            | Invitado   | Principal |
| Ariana Martínez     | Ana Vaquero                    |           |            |            | Principal |
| Roi Méndez          | Sergi                          |           |            |            | Principal |

## Episodios
| Temporada | Temporada | Episodios | Estreno               | Final                    |
| --------- | --------- | --------- | --------------------- | ------------------------ |
|           | 1         | 6         | 14 de febrero de 2020 | 15 de marzo de 2020      |
|           | 2         | 6         | 16 de agosto de 2020  | 20 de septiembre de 2020 |
|           | 3         | 6         | 17 de enero de 2021   | 21 de febrero de 2021    |
|           | 4         | 8         | 25 de julio de 2021   | 12 de septiembre de 2021 |
| Total     | Total     | 26        | 14 de febrero de 2020 | 12 de septiembre de 2021 |

### Primera temporada (2020)
| N.º en serie | N.º en temp. | Título                     | Dirigido por               | Escrito por                                              | Fecha de lanzamiento original |
| ------------ | ------------ | -------------------------- | -------------------------- | -------------------------------------------------------- | ----------------------------- |
| 1            | 1            | «Luisita y Amelia»         | Borja González Santaolalla | Diana Rojo y Borja González Santaolalla                  | 14 de febrero de 2020         |
| 2            | 2            | «Primera cita»             | Borja González Santaolalla | Tirso Conde, Paco de Campos y Borja González Santaolalla | 16 de febrero de 2020         |
| 3            | 3            | «#Lurelia»                 | Borja González Santaolalla | Ana Marchessi y Eva Baeza                                | 23 de febrero de 2020         |
| 4            | 4            | «Nosotres»                 | Borja González Santaolalla | Daniel del Casar                                         | 1 de marzo de 2020            |
| 5            | 5            | «Ana, Sergi y el Rey león» | Borja González Santaolalla | Ángel Turlán y Aitor Santos                              | 8 de marzo de 2020            |
| 6            | 6            | «Naranjas»                 | Borja González Santaolalla | Beatriz Duque, Diana Rojo y Borja González Santaolalla   | 15 de marzo de 2020           |

### Segunda temporada (2020)
| N.º en serie | N.º en temp. | Título               | Dirigido por                                     | Escrito por                                                     | Fecha de lanzamiento original |
| ------------ | ------------ | -------------------- | ------------------------------------------------ | --------------------------------------------------------------- | ----------------------------- |
| 7            | 1            | «Luisita y Amelia 2» | Borja González Santaolalla                       | Diana Rojo y Borja González Santaolalla                         | 16 de agosto de 2020          |
| 8            | 2            | «Improesía»          | Borja González Santaolalla                       | Pablo Fajardo                                                   | 23 de agosto de 2020          |
| 9            | 3            | «#BoicotLurelia»     | Borja González Santaolalla                       | Ángel Turlán y Aitor Santos                                     | 30 de agosto de 2020          |
| 10           | 4            | «Kamchatka»          | Borja González Santaolalla                       | Eva Baeza, Maite Pérez, Diana Rojo y Borja González Santaolalla | 6 de septiembre de 2020       |
| 11           | 5            | «Madrid»             | Borja González Santaolalla                       | Bárbara Alpuente                                                | 13 de septiembre de 2020      |
| 12           | 6            | «Algo pasa con Mary» | Borja González Santaolalla y Maite Pérez Astorga | Ángel Turlán y Borja González Santaolalla                       | 20 de septiembre de 2020      |

### Tercera temporada (2021)
| N.º en serie | N.º en temp. | Título                     | Dirigido por               | Escrito por                                                        | Fecha de lanzamiento original |
| ------------ | ------------ | -------------------------- | -------------------------- | ------------------------------------------------------------------ | ----------------------------- |
| 13           | 1            | «La vecina indiscreta»     | Borja González Santaolalla | Ángel Agudo                                                        | 17 de enero de 2021           |
| 14           | 2            | «Sarajebo»                 | Borja González Santaolalla | Diana Rojo                                                         | 24 de enero de 2021           |
| 15           | 3            | «El tercero de la tercera» | Borja González Santaolalla | Eva Baeza y Anna Marchessi                                         | 31 de enero de 2021           |
| 16           | 4            | «Yo nunca»                 | Borja González Santaolalla | Daniel del Casar                                                   | 7 de febrero de 2021          |
| 17           | 5            | «Ventanas»                 | Borja González Santaolalla | Paco de Campos y Tirso Conde                                       | 14 de febrero de 2021         |
| 18           | 6            | «Ukelele y guitarra»       | Borja González Santaolalla | Paula Usero, Carol Rovira, Diana Rojo y Borja González Santaolalla | 21 de febrero de 2021         |

### Cuarta temporada (2021)
| N.º en serie | N.º en temp. | Título                       | Dirigido por                                     | Escrito por                                                                                                  | Fecha de lanzamiento original |
| ------------ | ------------ | ---------------------------- | ------------------------------------------------ | --- | ----------------------------- |
| 19           | 1            | «La teoría del caos»         | Borja González Santaolalla                       | Argumento:Eva Baeza, Diana Rojo y Borja González Santaolalla Guión: Diana Rojo y Borja González Santaolalla  | 25 de julio de 2021           |
| 20           | 2            | «Adiós Federico»             | Borja González Santaolalla                       | Argumento: Eva Baeza, Diana Rojo y Borja González Santaolalla Guión: Eva Baeza                               | 1 de agosto de 2021           |
| 21           | 3            | «La maniobra Hogan»          | Daniel Romero                                    | Argumento: Eva Baeza, Diana Rojo y Borja González Santaolalla Guión: Aitor Santos                            | 8 de agosto de 2021           |
| 22           | 4            | «La gran conjunción»         | Daniel Romero                                    | Argumento: Eva Baeza, Diana Rojo y Borja González Santaolalla Guión: Diana Rojo y Borja González Santaolalla | 15 de agosto de 2021          |
| 23           | 5            | «Hasta luego, Mari Carmen»   | Borja González Santaolalla                       | Argumento: Eva Baeza, Diana Rojo y Borja González Santaolalla Guión: Ángel Turlán                            | 22 de agosto de 2021          |
| 24           | 6            | «Asteroide Z»                | Borja González Santaolalla y Maite Pérez Astorga | Argumento: Eva Baeza, Diana Rojo y Borja González Santaolalla Guión: Ana Boyero y María Gómez Sanabria       | 29 de agosto de 2021          |
| 25           | 7            | «Principio de incertidumbre» | Daniel Romero                                    | Argumento: Eva Baeza, Diana Rojo y Borja González Santaolalla Guión: Eva Baeza y Diana Rojo                  | 5 de septiembre de 2021       |
| 26           | 8            | «Multiverso»                 | Borja González Santaolalla                       | Argumento:Eva Baeza, Diana Rojo y Borja González Santaolalla Guión: Diana Rojo y Borja González Santaolalla  | 12 de septiembre de 2021      |

## Premios y nominaciones
| Año  | Categoría                                  | Nominados | Resultado |
| ---- | ------------------------------------------ | --------- | --------- |
| 2021 | Mejor Serie de Televisión de Habla Hispana | #Luimelia | Nominada  |
| 2022 | Mejor Serie de Televisión de Habla Hispana | #Luimelia | Nominada  |

| Año  | Categoría                        | Nominados    | Resultado |
| ---- | -------------------------------- | ------------ | --------- |
| 2021 | Mejor actriz en serie de comedia | Paula Usero  | Nominada  |
| 2021 | Mejor actriz en serie de comedia | Carol Rovira | Nominada  |

| Año  | Categoría              | Nominados                                                                              | Resultado |
| ---- | ---------------------- | -------------------------------------------------------------------------------------- | --------- |
| 2022 | Mejor serie de comedia | #Luimelia                                                                              | Nominada  |
| 2022 | Mejor guion            | Borja Glez. Santaolalla, Diana Rojo, Eva Baeza, Ángel Rulan, Aitor Santos y Ana Boyero | Nominada  |

| Año  | Categoría | Nominados              | Resultado |
| ---- | --------- | ---------------------- | --------- |
| 2020 | #Luimelia | Mejor serie corta      | Ganadora  |
| 2021 | #Luimelia | Mejor serie de comedia | Nominada  |